# Protoescriptura

Exemple dels símbols jiahu, marques semblants a l'escriptura, trobats en la closca d'una tortuga i datats al voltant de l'any 6000 aC

La protoescriptura es refereix als primers sistemes d'escriptura que varen sorgir a Euràsia a principis del mil·lenni III aC, com a forma de desenvolupament basat en tradicions anteriors de sistemes simbòlics que no poden ser classificats com a escriptura pròpiament, però tenen moltes característiques molt similars a l'escriptura. Es van utilitzar els primers símbols mnemònics o ideogràfics per a transmetre informació tot i que, probablement, sense contingut lingüístic directe. Aquests sistemes varen sorgir a principis del Neolític, cap el mil·lenni VII aC.

## Neolític

### Xina neolítica
El 2003 es varen trobar a la Xina closques de tortuga a 24 tombes neolítiques excavades a Jiahu, província de Henan, Xina septentrional. Es van datar, utilitzant radiocarboni, en el mil·lenni VII aC. Les closques es trobaven enterrades al costat de restes humanes. Segons alguns arqueòlegs, els símbols de les closques presentaven similituds amb l'escriptura trobada a ossos oraculars de finals del mil·lenni II aC.
D'altres, no obstant, rebutgen aquesta afirmació per no estar suficientment fonamentada, argumentant que uns simples dissenys geomètrics, com els trobats a Jiahu, no es poden relacionar amb la escriptura primerenca.

### Europa neolítica

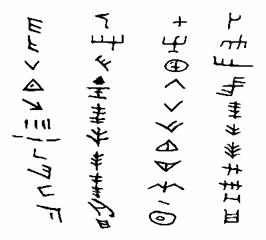
Signes de la taula de Dispilio

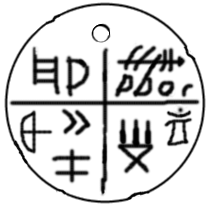
Amulet d'argila, en una de les taules de Tărtăria, datades en l'any 4500 aC

L'escriptura vinča (mil·lennis VI i V aC, actual Sèrbia) és una evolució gradual dels símbols senzills que van començar a utilitzar-se el mil·lenni VII aC, augmentant en complexitat durant el VI mil·lenni i culminant en les Taules de Tărtăria (Romania) de prop del 5300 aC i les Taules de Gradeshnitsa (Bulgària), del mil·lenni V aC, amb files de símbols acuradament alineats que s'argumenta evoquen la impressió d'un «text».
La Taula de Dispilio, de finals del mil·lenni VI, és similar. Les escriptures jeroglífiques de l'antic Orient Pròxim (egípcia, protocuneiforme sumer i cretenca) sorgeixen naturalment d'aquests sistemes simbòlics, de manera que resulta difícil dir en quin moment exacte l'escriptura neix de la protoescriptura. S'ha d'afegir el fet que se sap molt poc sobre els significats dels símbols.

## Calcolític i Edat del bronze primerenca
La transició de la protoescriptura vers als primers sistemes escrits plenament desenvolupats es va donar en el període entre finals del mil·lenni IV aC i principis del III aC, en la Creixent Fèrtil. La tauleta de Kish, que data del mil·lenni IV aC, reflecteix l'etapa «protocuneiforme», quan el que es convertiria en l'escriptura cuneïforme de Sumer encara estava en la fase de protoescriptura.
A finals del mil·lenni IV aC, el sistema de símbols havia evolucionat a un mètode per a mantenir els comptes, utilitzant un estri semblant a un llapis amb punta arrodonida que feia marques, sobre argila tova, en diferents angles per tal de documentar els números de registre. Gradualment va evolucionar a escriptura pictogràfica usant un estilet esmolat. L'etapa de transició a un sistema d'escriptura pròpiament dit es va donar en el període de Jemdet Nasr (segles XXXI a XXX aC).
Un desenvolupament similar va donar-se en la gènesi dels jeroglífics egipcis. Diversos investigadors creuen que els jeroglífics egipcis «van aparèixer una mica després de l'escriptura sumer, i ... probablement [van ser] ... inventats per la seva influència...», encara que s'ha assenyalat i sostingut que l'«evidència d'aquesta influencia és fràgil» i que també «es pot argumentar la possibilitat d'un desenvolupament independent de l'escriptura a Egipte...».

## L'Edat del bronze
Se sap que, durant l'Edat del bronze, les cultures de l'Antic Orient Pròxim tenien sistemes d'escriptura plenament desenvolupats, mentre que als territoris marginals afectats per l'edat del bronze, com ara Europa, la Xina o l'Índia, es trobaven en l'etapa de protoescriptura.
L'escriptura xinesa emergeix de la protoescriptura en l'Edat del bronze xinesa, més o menys entre els segles XIV i XI aC (Escriptura dels ossos oraculars), mentre que els sistemes de símbols originals d'Europa i l'Índia van desaparèixer i van ser reemplaçats per descendents de l'abjad semític durant l'Edat del ferro.

### Edat del bronze a l'Índia

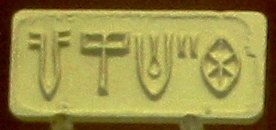
Impressió d'un segell amb la típica escriptura de l'Indus, amb una "inscripció" de cinc caràcters.

L'anomenada escriptura de l'Indus és un sistema simbòlic utilitzat durant el mil·lenni III aC per la civilització de la vall de l'Indus. Pot, d'igual manera, constituir una protoescriptura, potser ja influenciada pel naixement de l'escriptura a Mesopotàmia.

### Edat del bronze europea
Amb l'excepció de la civilització egea (Escriptura Lineal A, jeroglífics cretencs), els primers sistemes d'escriptura de l'Orient Pròxim no van arribar a l'Edat del bronze europea. Els sistemes d'escriptura més antics d'Europa sorgeixen en l'Edat de ferro, derivats de l'alfabet fenici.
No obstant, hi ha una sèrie d'interpretacions en relació amb símbols que es troben en objectes de l'Edat del bronze europea, que poden ser interpretats com una tradició indígena de protoescriptura. En aquest context, són d'especial interès les cultures de l'Edat del bronze centreeuropees derivades de la cultura del vas campaniforme de la segona meitat del mil·lenni II aC. Les interpretacions de les marques en falçs de bronze relacionades amb la cultura dels camps d'urnes, especialment el gran nombre de les anomenades "falçs amb pom" descobertes en el dipòsit de Frankleben, són tractades per Sommerfeld (1994), que dona una interpretació d'aquests símbols com a números associats amb un calendari lunar.

## Protoescriptura tardana

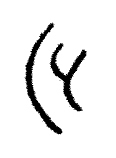
Caràcter nsibidi per a «benvingut»

Fins i tot després de l'Edat del bronze diverses cultures han passat per un període d'ús de sistemes de protoescriptura com a fase intermèdia abans de l'adopció de l'escriptura com a tal. Les «runes eslaves» (segles VII-VIII) esmentades per alguns autors medievals poden haver estat un sistema d'aquest tipus. Els Quipu dels inques (segle XV), de vegades anomenats "nusos parlants", poden haver tingut una naturalesa similar. Un altre exemple és el sistema de pictogrames inventats per Uyaquk abans del desenvolupament del sil·labari yugtun (ca. 1900).

### Edat del ferro africana
El nsibidi és un sistema de símbols indígena del que avui és el sud-est de Nigèria. No hi ha una datació d'origen acceptada entre els investigadors, però la major part estan d'acord que l'ús de símbols es remunta a un moment anterior a l'any 500 dC. Hi ha milers de símbols nsibidi sobre tot tipus d'objectes, des de carabasses fins a tatuatges i murals a les parets. El nsibidi s'usa a les llengües ekoid i igbo, i els Aros escriuen missatges nsibidi sobre els cossos dels seus missatgers.